# Hohe Warte (Wien)
Die Hohe Warte ist ein verbauter Hügel mit 214 m ü. A. im 19. Wiener Gemeindebezirk, Döbling, zwischen den Bezirksteilen Heiligenstadt und Unterdöbling. Auch die von Norden (Grinzinger Straße) und von Süden (Döblinger Hauptstraße) auf den Hügel führende Straße ist als Hohe Warte benannt; dies erfolgte amtlich 1894. Die Bezeichnung wurde schon 1135 urkundlich erwähnt.
Bekannt ist die Hohe Warte vor allem als Sitz der GeoSphere Austria, der früher hier befindlichen Amtsvilla des österreichischen Bundespräsidenten sowie wegen ihres Naturstadions Hohe Warte.
Beginnend 1901, errichtete Josef Hoffmann auf der Hohen Warte eine Künstlerkolonie für wohlhabende Bauherren. Als Erstes wurde an der Adresse 19., Steinfeldgasse 6 und 8, ein Doppelhaus für Koloman Moser und Carl Moll fertiggestellt. Seit 1903 befindet sich hier die Schleife der nördlichen Endstation einer Straßenbahnlinie, von 1907 an bis heute der vom Schottentor an der Ringstraße (1. Bezirk) ausgehenden Linie 37, 1928–1980 (mit Unterbrechungen) auch der über die Zweierlinie in den 3. bzw. 2. Bezirk verkehrenden Linie G2.

## Geographie
Die Hohe Warte ist der letzte Ausläufer des Rückens aus dem Wienerwald, der sich vom Cobenzl (Latisberg) über Grinzing und den Hungerberg gegen den Donaukanal hinzieht. Er ist nach Norden durch den Nesselbach (Grinzing und Heiligenstadt) gegen Nussdorf und den Nussberg getrennt, und nach Südwesten durch den Sieveringer Arbesbach von der Türkenschanze.
Im 19. Jahrhundert entstand auf der Aussichtshöhe – daher der Name, denselben trug früher auch die heutige Türkenschanze – ein Villenviertel. Heute liegt die Anhöhe vollständig inmitten der Stadt.

## Hauptsitz der GeoSphere Austria

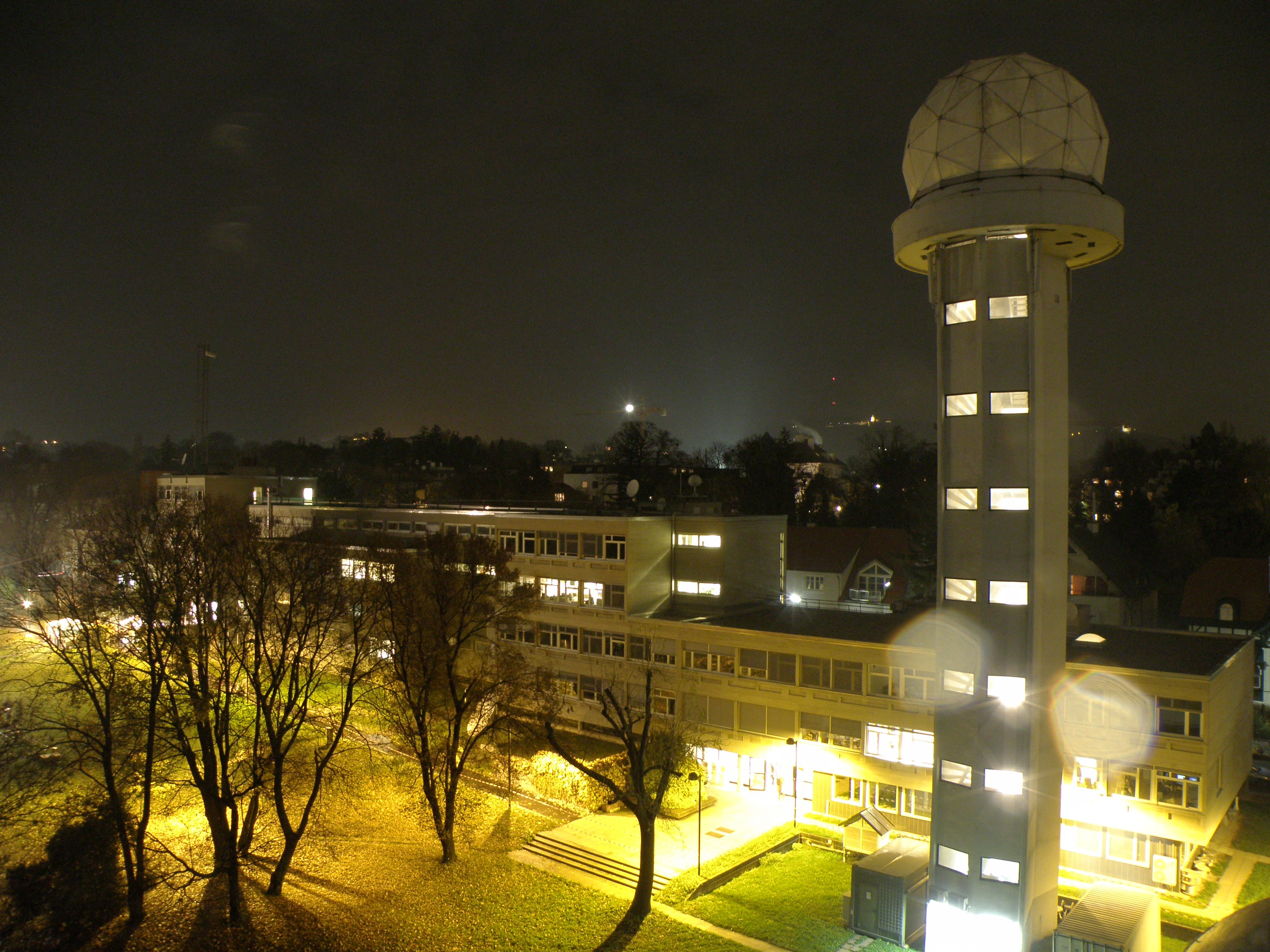
Hauptgebäude und Radarturm der GeoSphere Austria bei Nacht

Im Jahre 1872 siedelte die Zentralanstalt für Meteorologie und Geodynamik von der Wieden auf die Hohe Warte über. Das neue Quartier wurde zuvor von Heinrich von Ferstel in den Jahren 1870 bis 1872 errichtet. Das Institut zeigt sich unter anderem für den täglichen österreichischen Wetterbericht verantwortlich. Im Jahre 1957 wurde es beträchtlich erweitert, in den Jahren 1967 und 1973 wurden zusätzlich ein Radarturm, ein Ballonfüllhaus und ein neues Bürogebäude auf dem Gelände der Zentralanstalt errichtet. Dieses Bürogebäude beherbergt heute eine große Fachbibliothek auf dem Gebiet der Meteorologie und Geophysik.

## Weitere Einrichtungen
Auf der Hohen Warte befindet sich mit dem Döblinger Bad sowohl ein Freibad als auch ein Hallenbad. Weiters ist die Hohe Warte Sitz des Polizeikommissariats und Stadtpolizeikommandos Döbling und angeschlossener Polizeiinspektion.
Die Hohe Warte ist mit der U4 und den Straßenbahnlinien 37 und D zu erreichen.